# フェルミ・パスタ・ウラムの問題
フェルミ・パスタ・ウラムの問題（ふぇるみ・ぱすた・うらむのもんだい、英: Fermi–Pasta–Ulam problem）とは、物理学における非線形な相互作用を有する格子模型におけるエネルギー分配の問題。FPU の問題とも呼ばれる。1950年代に、ロスアラモス研究所で電子計算機を用いてこの問題に取り組んだ 3 人の数理物理学者エンリコ・フェルミ、ジョン・パスタ、スタニスワフ・ウラムに名に因む。当初の予想では相互作用が非線形な系ではエルゴード性によって、長時間経過後に各モードにエネルギーが等分配された熱力学的平衡状態に達するはずであったが、計算機実験の結果はそれに反し、初期状態のモードに戻る再帰現象が観測された。後に、この再帰現象はKdV方程式の研究から可積分系におけるソリトンと関連した現象であることが明らかにされた。なお、電子計算機が物理学の研究に活用された初期の事例としても有名である。

## 背景
相互作用のある多体系に統計力学を適用する際には、一般にエルゴード性の仮定がなされる。すなわち初期条件に依らず、系のエネルギーを一定に保ったまま、時間発展とともに実現可能な全ての状態が実現すると仮定される。格子モデルで記述される固体結晶などの系においても、エルゴード性は成り立つと考えられる。実際、結晶の一部を熱したり、一部の振動モードを励起させた場合にも、初期状態に依らず、十分な時間の経過後にエネルギーは各モードで等しく分配され、平衡状態に達する。しかしながら、相互作用が線形な格子モデルでは、独立な基準振動モードに分解できるため、各モード間でのエネルギー遷移は生じず、エルゴード性を示さない。

## FPUの数値実験
フェルミは、現実の系にエルゴード性を与えるものが格子間の相互作用の非線形性にあると考えた。1950年代、当時の発達してきた電子計算機では、こうした解析の難しい非線形の問題を検証できる可能性があった。そこで、フェルミはパスタ並びにウラムとともに、ロスアラモス研究所の電子計算機 MANIAC I で、非線形格子系の計算機実験を行った。彼らの用いたモデルは、両端が固定された最大 64 個の質点からなる 1 次元の格子系であり、2 次または 3 次の相互作用項を持つものであった。当初の予想では、非線形相互作用により、初期状態として与えた最低次のモードから他の高次のモードが励起され、最終的には各モードにエネルギーが等分配される熱化 (thermalization) の過程が生じるはずであった。しかし、数値実験の結果は予想に反し、初期条件として与えた最低次のモードからは、ごく少数の高次モードのみが励起され、一定時間の経過後に初期条件のモードに再帰するという驚くべき結果が観測された。なお、この結果は査読付き論文誌には投稿されず、1954年のフェルミの没後、1955年にロスアラモス研究所の研究報告書の中で報告された。

## ソリトン現象との関係
後に、ザブスキーとクルースカルは非線形波動の研究において、この再帰現象はソリトンの性質によるものであることを示した。1965年に彼らは連続体近似を行ったモデルであるKdV方程式で数値計算を行い、ソリトンと呼ばれる孤立波解が存在し、複数個のソリトン同士が衝突する場合にも、波形が崩れず伝播することを示した。初期条件に余弦波を与えた場合には、複数の孤立波が出現し、衝突を繰り返すも、その性質を保ちつつ伝播し、一定時間経過後に初期状態に戻る現象が観測された。上記のフェルミらが観測した再帰現象は、非線形性がある場合にも、KdV方程式のような可積分系に近い系の性質によって、再帰が起きたと理解される。